# Инбер, Вера Михайловна
Ве́ра Миха́йловна И́нбер (урождённая Шпенцер; 25 июня 1890 или 7 июля 1890, Одесса, Херсонская губерния — 11 ноября 1972[…], Москва) — русская поэтесса и прозаик, переводчик, журналист. Лауреат Сталинской премии второй степени (1946).

## Биография
Родилась 25 июня (7 июля) 1890 года в Одессе в еврейской семье. Её отец, херсонский мещанин Моисей (Моня) Липович (Филиппович) Шпенцер (1860—1927), был владельцем крупной типографии (с литографией и бланкоиздательством) и председателем товарищества научного издательства «Матезис» (1904—1925), впоследствии стал купцом второй гильдии. Её мать, Фанни (Фрада) Соломоновна Шпенцер (в девичестве Гринберг), была учительницей русского языка и заведующей казённым еврейским девичьим училищем. В их семье с 9 до 15 лет жил и воспитывался Лев Троцкий (двоюродный брат отца) в пору своей учёбы в реальном училище в Одессе в 1889—1895 годах.
Инбер краткое время посещала историко-филологический факультет на одесских Высших женских курсах. Первая публикация появилась в одесских газетах в 1910 году («Севильские дамы»).
Вместе с первым мужем, Натаном Инбером, жила в Париже и Швейцарии в течение четырёх лет — в 1910—1914 годах. Их брак был заключён в Одессе 7 октября 1911 года. В Париже она издала за свой счёт первый сборник стихов. Сотрудничала с рядом столичных и провинциальных русских изданий.
В 1914 году вернулась в Одессу, а в начале 1920-х годов переехала в Москву. В это же время, как и многие другие поэты, принадлежала к литературной группе, в её случае, к «Литературному центру конструктивистов». Кроме того, начала работать журналистом, писала прозу и очерки, ездила по стране и за рубеж (в 1924—1926 годах в качестве корреспондента жила в Париже, Брюсселе и Берлине).
Второй раз с 1920 года была замужем за электрохимиком, профессором А. Н. Фрумкиным. В 1927 году приняла участие в коллективном романе «Большие пожары», публиковавшемся в журнале «Огонёк». Одна из авторов книги «Беломорско-Балтийский канал имени Сталина» (1934).
Проведя три года в блокадном Ленинграде во время Великой Отечественной войны, Инбер отобразила жизнь и борьбу жителей в стихах и прозе. В 1943 году вступила в ВКП(б). Третий её муж, профессор Илья Давидович Страшун, был ректором 1-го медицинского института в осаждённом городе.
Переводила поэтические произведения Т. Г. Шевченко и М. Ф. Рыльского с украинского, а также таких зарубежных поэтов, как П. Элюар, Ш. Петефи, Я. Райнис и других. Перу Инбер принадлежит текст популярной и в XXI веке песни «Девушка из Нагасаки» (музыка Поля Марселя), известной также в исполнении Аркадия Северного, Владимира Высоцкого, Джеммы Халид и Полины Агуреевой. Несколько стихов Веры Инбер были положены на музыку Александром Вертинским, который и стал их первым исполнителем («Джонни», «В детской», «Шкатулка»), а также другими композиторами — «Будут рельсы двоиться» (музыка Александра Смогула), «Прощальная дальневосточная» и «Цыганский романс» (Всех забуду, всё покину; музыка Михаила Анчарова).
Умерла 11 ноября 1972 года. Похоронена на Введенском кладбище (участок № 29).
Именем Веры Инбер назван бывший Стурдзовский переулок в Одессе, где располагался особняк её отца М. Л. Шпенцера с принадлежащей ему типографией и где жила вся семья Инбер (дом № 3-А); после национализации дома типография Шпенцера стала 1-й Гостипографией имени К. Маркса.

## Жизнь и творчество

### 1890—1900-е годы
Стихи Вера Инбер начала писать очень рано, до поступления в гимназию. В автобиографической повести «Место под солнцем» она вспомнила двух писателей, оказавших на неё влияние в юности:
«Из всего, что было написано на земле, я читала только Диккенса и Франса. Один приходил с радостными слезами, другой — с грустной улыбкой. Один утверждал, что главное в мире — это сердце, другой утверждал — ум».
Окончив гимназию, она стала изучать историю и филологию на одесских Высших женских курсах. Во время учёбы уже начала публиковать свои стихотворения. Вначале их печатали в одесских газетах, а затем и в журнале «Солнце России». Из-за слабого здоровья учёбу она не закончила и уехала лечиться в Швейцарию, а оттуда попала в Париж — мировую столицу нового искусства. Вера очутилась в самой гуще светской жизни, познакомилась с художниками, поэтами и писателями, эмигрировавшими во Францию из России. Один из них, журналист Натан Инбер (он сократил своё имя до модного Нат) стал её мужем.

### 1910-е годы
В 1911 году вышла замуж. В 1914 году увидела свет первая книга стихов Веры Инбер «Печальное вино». Позже Варлам Шаламов вспоминал: «Вера Михайловна Инбер появилась на московских литературных эстрадах не в качестве адепта конструктивизма. Отнюдь. Маленькая, рыженькая, кокетливая, она всем нравилась. Все знали, что она из Франции, где Блок хвалил её первую книгу „Печальное вино“, вышедшую в Париже в 1914 году. Стихи её всем нравились, но это были странные стихи… Место под солнцем Вера Михайловна искала в сюжетных стихах. Помнится, она сочинила слова известного тогда в Москве фокстрота:
| У маленького Джонни в улыбке, жесте, тоне Так много острых чар, И что б ни говорили о баре Пикадилли, Но то был славный бар. |

Лёгкость, изящество, с какими В.М. излагала поэтические сюжеты, сделали её известной по тому времени либреттисткой». Книга также произвела впечатление на Илью Эренбурга. В стихах Инбер, утверждал Эренбург, «забавно сочетались очаровательный парижский гамен (уличный мальчишка, сорванец — фр.) и приторно жеманная провинциальная барышня». Критик Иванов-Разумник в статье «Жеманницы» поставил книгу Веры Инбер «Печальное вино» в один ряд с книгой Анны Ахматовой «Чётки». Другой рецензент с этим не согласился. Отдавая должное поэтическим достоинствам книги Веры Инбер, он заметил, что она, как и многие другие поэтессы того времени, всего лишь пыталась подражать Ахматовой. В Париже она посещала эмигрантский литературный кружок, где познакомилась с И. Г. Эренбургом, который написал рецензию на её первую книгу. Периодически возвращаясь домой, Вера Инбер провела год в Швейцарии и около трёх лет во Франции, продолжая писать стихи.
В 1914 году, перед самым началом войны, Вера Инбер с мужем и родившейся в Париже двухлетней дочерью Жанной покинули Европу и вернулись домой, в Одессу.
В Одессе Вера Инбер продолжала писать стихи. И публиковала их в местных газетах и альманахах «Скрижаль» и «Весенний салон поэтов». Ещё она выступала на поэтических вечерах. Её иронические изящные стихи пользовались успехом. Вера Инбер считала себя знатоком моды и претендовала на роль её законодательницы. Она делилась своими соображениями в статьях и выступала с лекциями. Инбер объясняла одесским женщинам, что такое модная одежда. Одесские женщины были в восторге от «парижской штучки».
Октябрьские события вынудили людей состоятельных и известных бежать из Москвы и Петербурга в Одессу. В их числе были писатели И. А. Бунин, М. А. Волошин, М. А. Алданов, А. Н. Толстой. С конца 1917 и до января 1920 года в Одессе функционировало некое литературное объединение. В руководство «литературки» входил муж Веры Натан Инбер. Поэт Александр Биск вспоминал: «Дом Инберов был своего рода филиалом „Литературки“. И там всегда бывали Толстые, Волошин и другие приезжие гости. Там царила Вера Инбер, которая читала за ужином свои очень женственные стихи».
В 1917 году в Петрограде вышел второй сборник стихотворений Веры Инбер «Горькая услада». Многие из этих стихотворений были положены на музыку. Современники вспоминали, что в годы революции Вера Инбер не слишком интересовалась политическими событиями, но впоследствии искренне жалела о том, что не участвовала в событиях, которые перевернули жизненный уклад многих поколений.

### 1920—1930-е годы
Начало 1920-х годов Инбер провела в Одессе. Про эти годы она написала в своей повести «Место под солнцем». Она пережила тяжёлое, смутное время, когда буржуйку топили классиками, дубовым буфетом, спички продавались поштучно, не хватало еды. В 1919 году Нат уехал в Турцию, в Константинополь. Вера последовала за ним, но быстро вернулась: любовь прошла, а жить в эмиграции не хотелось. Натан Инбер решил не возвращаться. Какое-то время он жил во Франции, затем его следы затерялись. Вера Инбер разошлась с мужем и в 1920 году во второй раз вышла замуж за электрохимика, профессора А. Н. Фрумкина.
В 1922 году в Одессе была издана третья книга стихотворений Веры Инбер «Бренные слова». В том же году она переехала в Москву.
Здесь удалось устроиться на работу в ночной театр-кабаре «Каравай». За очень небольшие деньги Вера должна была сочинять маленькие веселые пьески и исполнять, развлекая публику, комедийные роли на сцене.
В столице она сотрудничала со многими журналами, в том числе публикуясь в «Огоньке» и «Красной ниве». В середине 1920-х годов Вера Инбер приступила к своим первым прозаическим опытам. Она была журналистом и много путешествовала по России. В 1923 году в Москве вышел стихотворный сборник «Цель и путь». Именно с этой книги, по мнению самой поэтессы, начался её подлинный творческий путь.
В 1924 году Вера Инбер в очередной раз покинула Россию. В 1924—1926 годах она большую часть времени проводила в Берлине, Брюсселе и Париже в качестве корреспондента. Её произведения печатались в таких газетах и журналах, как «Прожектор» и «30 дней».
В 1926 году Вера Инбер оставила Европу и вернулась в Москву. В Москве Вера Инбер сблизилась с конструктивистами и вступила в Литературный центр конструктивистов, создателем и главным идеологом которого был И. Сельвинский, оказавший существенное влияние на творчество Веры Инбер. Туда входили известные поэты: Владимир Луговской, Эдуард Багрицкий, Николай Ушаков и другие. Работая журналистом, Вера Инбер находила время для выпуска своих новых стихотворных сборников. В 1926 году вышла её книга детских стихов «Мальчик с веснушками». В 1927 году вышла ещё одна детская книга Веры Инбер «Сыну, которого нет».
После исключения Льва Троцкого из партии в 1927 году и последующей ссылки в Алма-Ату, Вера Инбер почувствовала нарастающее напряжение в политической среде. Ситуация с некогда влиятельным родственником не могла не наложить отпечаток на творчество В. Инбер и её положение в советском обществе. Поэтесса уже не могла вести былую богемную жизнь, ей было необходимо продемонстрировать власти свою лояльность. Так, Инбер начинает активно участвовать в агитационной и пропагандистской деятельности. Например, В. Инбер принимала участие в информационной кампании по открытию Беломорско-Балтийского канала имени Сталина (после 1961 года — Беломорско-Балтийский канал) в 1933 году. В 1927 году Вера Инбер участвовала в коллективном романе «Большие пожары», который печатался в журнале «Огонёк». Ей приходилось проникаться пафосом и кипением новой жизни, посещать стройки и заводы, спускаться в строящееся метро. В её стихах, в репортажах для «Огонька» и «Прожектора» есть свежесть новизны и ощущение перспективы, необходимые для жителей страны Советов в те годы.
В 1927—1929 годах Вера Инбер написала книгу очерков «Так начинается день» и книгу путевых записок «Америка в Париже». В 1928 году Вера Инбер написала повесть «Место под солнцем», вдохновленную впечатлениями от агитполёта по Прикамью и Поволжью. Рассказы Инбер этой поры — «О моей дочери», «О моем отце», «Мура, Тосик и ответственный коммунист», повесть «Место под солнцем», её стихи, привозимые из поездок. В этот период Вера Инбер написала новые варианты текстов либретто для опер «Корневильские колокола» Р. Планкетта и «Травиата» Д. Верди. Это было возвращением к её увлечению театром в юности. В 1933 году Вера Инбер выпустила книгу «Избранные стихи». В конце 1930-х годов она написала поэтические произведения в жанре дневника — «Весна в Самарканде» и «Путевой дневник» (1939), посвящённая впечатлениям от поездки в Грузию. В 1938 году была написана стихотворная комедия «Союз матерей». В 1939 году Вера Инбер создала историческую поэму «Овидий».
Вера Инбер является прототипом «знаменитой писательницы Веры Круц» из романа И. Ильфа и Е. Петрова «Золотой телёнок», которая участвует в автопробеге.

### Великая Отечественная война и послевоенные годы
Во время Великой Отечественной войны Вера Инбер жила в Ленинграде с третьим мужем, профессором медицины И. Д. Страшуном. Она отказалась покинуть Ленинград, потому что там остался её муж. Он был в блокадном Ленинграде директором Первого мединститута, руководил крупной клиникой и уехать никуда не мог. Инбер оставалась с ним всё это время. В Ленинграде Инбер причислили к оперативной писательской группе Балтфлота. Вера Инбер читала свои стихотворения на заводах, в госпиталях, в воинских частях, на передовой, а также выступала по радио. Основной темой творчества Веры Инбер в годы войны стала Ленинградская блокада. В декабре 1942 года она отдала в печать поэму «Пулковский меридиан» — лирический дневник. Героическая оборона города запечатлена и в стихах этой поры (сборник «Душа Ленинграда», 1942), в цикле рассказов о детях. Повседневные прозаические записи Инбер, запечатлевшие то же блокадное время, составили впоследствии книгу «Почти три года». За поэму «Пулковский меридиан» в 1946 году она получила Сталинскую премию — самую почётную награду того времени. 7 декабря 1946 г. в «Литературной газете» вышла статья Веры Инбер «Уход от действительности» с негативной оценкой книги стихов Л. Н. Мартынова «Эрцинский лес» (Омск, 1946). В частности в рецензии на поэму «Искатель рая» Инбер писала, что у Мартынова «неприятие современности превращается уже в неприкрытую злобу там, где Мартынов говорит о своём современнике, человеке советской страны» и что, «видимо, Леониду Мартынову с нами не по пути. И если он не пересмотрит своих сегодняшних позиций, то наши пути могут разойтись навсегда…». По мнению поэта Михаила Синельникова,
Мартынов, жестоко пострадавший благодаря газетной вылазке, помешавшей ему печататься на протяжении последовавшего десятилетия (хорошо, что ещё не арестовали), не был в силах выговорить её фамилию. Любопытно, что в опубликованном на склоне дней дневнике она сочла нужным заявить о давней симпатии к Мартынову и любви к его поэзии…
Как уродует людей Страх!
В послевоенные годы Вера Инбер плодотворно работала над стихотворениями, переводами, очерками и воспоминаниями. В этот период она была избрана в правление СП СССР, стала председателем поэтической секции и вошла в редколлегию журнала «Знамя», — должности, которые она занимала до последних лет жизни. Вера Инбер опубликовала ещё несколько поэтических сборников. В 1951 году вышел сборник «Путь воды», в 1961 году ― «Книга и сердце», в 1971 году ― «Анкета времени». Много работала над детскими произведениями: классикой советской детской литературы стала её книга «Как я была маленькая», вышедшая в 1954 году. Поэтесса не оставляла и работу над прозой. В 1946 году Вера Инбер опубликовала книгу путевых очерков «Три недели в Иране». В 1950—1960 годах она обратилась к новому для неё мемуарному жанру. В 1957 году вышел сборник статей Веры Инбер о литературе под названием «Вдохновение и мастерство». В 1967 году была опубликована книга воспоминаний «Страницы дней перебирая». Тепло написаны ею воспоминания о Ю. Олеше (1960), Ю. Либединском («О нашем друге», 1961), Э. Багрицком («Поэзия была для него всем», 1962) и других. Вера Инбер написала воспоминания об А. Толстом и М. Рыльском. Переводила поэтические произведения Тараса Шевченко и Максима Рыльского с украинского, а также таких зарубежных поэтов, как П. Элюар, Ш. Петефи, Я. Райнис. Ей принадлежат статьи о советских и зарубежных писателях. Произведения Инбер переводились на немецкий, финский, сербский, чешский, венгерский и другие языки. Вера Инбер продолжала поездки по всей стране. Участвуя в делегациях советских культурных деятелей, она посетила Иран, Румынию и Чехословакию. Муж стал академиком. У неё появилась большая квартира и дача в писательском посёлке Переделкино. Она вынесла тридцатые, пережила сороковые, но когда её мужа, героически проработавшего в Ленинграде всю блокаду, выбросили из института во времена борьбы с космополитизмом, — что-то в ней сломалось навсегда. Как утверждал немецкий славист В. Казак, Инбер
«растеряла свой талант в попытках приспособиться к системе. Её безыскусно рифмованные стихи порождены рассудком, а не сердцем: её стихи о Пушкине, Ленине и Сталине носят повествовательный характер. Отличительными особенностями поэм Инбер, посвящённых актуальным темам советской действительности, являются однообразие, растянутость; они далеко не оригинальны».
 31 октября 1958 года на общем собрании писателей Москвы в Доме кино, посвящённом исключению Б. Л. Пастернака из Союза писателей, на котором С. С. Смирнов предложил обратиться к правительству с просьбой о лишении Пастернака советского гражданства, Инбер была записана в числе выступавших, но выступить не успела, так как после первых 14 ораторов было решено прения прекратить. При обсуждении резолюции собрания потребовала ужесточения формулировок в отношении Пастернака: «Эстет и декадент — это чисто литературные определения. Это не заключает в себе будущего предателя. Это слабо сказано». Общее собрание, включая Веру Инбер, а также Леонида Мартынова, Владимира Солоухина, Бориса Полевого, Юрия Бондарева, Корнелия Зелинского, Бориса Слуцкого, Владимира Дудинцева, Сергея Баруздина, Льва Ошанина, Анатолия Софронова, Василя Быкова, Чингиза Айтматова, Михаила Шолохова, Константина Симонова, Сергея Михалкова, Сергея Наровчатова, Расула Гамзатова, Валентина Катаева, Алексея Суркова, Олеся Гончара, Степана Щипачёва, Николая Тихонова и десятков других московских литераторов, поддержало предложение С. С. Смирнова о высылке писателя из страны.

### Последние годы жизни
Вера Инбер пережила всю свою семью. Маленький внук погиб ещё в блокаду. Единственная дочь Веры Инбер Жанна умерла в Ленинграде. От болезни медленно умирал муж. Сама Вера Инбер в последние годы жизни почти ослепла. В дневнике она грустно сетовала: «Бог меня жестоко покарал. Пропорхала молодость, улетучилась зрелость, она прошла безмятежно, путешествовала, любила, меня любили, встречи были вишнёво-сиреневые, горячие, как крымское солнце. Старость надвинулась беспощадная, ужасающе-скрипучая».

## Семья
- Первый муж (1911—1919) — Натан Осипович (Иосифович) Инбер (7 февраля 1887, Елисаветград[33] — 3 августа 1957, Париж)[34], журналист, литератор, известный под литературным псевдонимом Нат Инбер, сотрудник «Одесских новостей» (сын члена редколлегии этой газеты Осипа Абрамовича Инбера, 19 сентября 1854, Одесса — 18 ноября 1932, Париж[35], известного под псевдонимом Кин).
  - Дочь — писательница Жанна Владимировна Гаузнер (1912—1962).
- Второй муж (с 1920 года) — Александр Наумович Фрумкин (1895—1976), физикохимик, академик АН СССР.
- Третий муж — Илья Давыдович Страшун (1892—1967), историк медицины, организатор здравоохранения, академик АМН СССР (1944).

## Награды и премии
- Сталинская премия второй степени (1946) — за поэму «Пулковский меридиан»[17] и ленинградский дневник «Почти три года»[17]
- три ордена Трудового Красного Знамени (28.07.1960; 28.10.1967; 29.07.1970)
- орден «Знак Почёта» (31.01.1939)[36]
- медаль «За оборону Ленинграда» (06. 1943)
- медали

## Адреса

### Ленинград
- С августа 1941 по 1946 год — улица Льва Толстого, 6.

### Москва
- «Дом писательского кооператива» — Камергерский переулок, 2.

### Избранные сборники и произведения
- Печальное вино: [Первая книга стихов] / Обл. и заставки Ж. Цадкина. — Париж: Тип. И. Рираховского, 1914. — 86 с.
- Горькая услада: Вторая книга стихов. — Пг.; М.: Изд. т-ва М. О. Вольф, 1917. — 63 с.
- Бренные слова. — Одесса: изд. автора, 1922. — 68 с.
- Крошки сороконожки: [Стихи для детей] / Вера Инбер, В. Типот; Картинки В. Твардовского. — Л.—М.: Радуга, 1925. — [13] с.
- Портной и Чайник: (Два стихотворения для детей) / Вера Инбер; Рис. худож. Алексея Ефимова. — М.—Л.: Радуга, 1925. — [12] с.
- Тосик, Мура и «ответственный коммунист» [и другие рассказы]. — М.: Огонёк, 1925. — 46, [1] с. — (Библиотека «Огонёк», № 15).
- Рассказы. — М.: Огонёк, 1925.— 48 с.
- Цель и путь: 4-я кн. стихов. 1922—1924. — М.: Гос. изд-во, [1925]. — 46 с.
- Уравнение с одним неизвестным [и другие рассказы]. — М.—Л.: Земля и фабрика, [1926]. — 90 с.
- Его животные. — М.: Никитинские субботники, 1926.
- Мальчик с веснушками. — М.: Огонёк, 1926. — 32 с.
- Маляры: Стихи Веры Инбер / Рис. А. Суворова. — Л.: ГИЗ, 1926. — 8 с.
- Парикмахер: Стихи / Рис. А. Суворова. — Л.: Гиз, 1926. — 8 с. — 10 000 экз.
- Столяр: Стихи Веры Инбер / Рис. А. Суворова. — Л.: ГИЗ, 1926. — 8 с.
- Соловей и роза; [Клубок электричества]: [Рассказы]. — М.—Л.: Земля и фабрика, [1926]. — 27 с. — (Библиотека сатиры и юмора).
- Ловец комет. — М.—Л.: Земля и фабрика, 1927. — 128 с.
- Сыну, которого нет: Стихи 1924—1926. — М.—Л.: Госуд. изд-во, 1927 (М.: 1-я Образцовая тип.). — 54, [2] с.
- Бывают исключения. — М.—Л.: Земля и фабрика, [1927]. — 32 с. — (Библиотека сатиры и юмора).
- Тройка разных: Рассказы. — М.: Акц. изд. о-во «Огонёк», 1927 (7-я тип. «Искра революции» Мосполиграф). — 48 с. — (Библиотека «Огонёк», № 280).
- Пуговица с мясом: [Рассказы]. — М.—Л.: Земля и фабрика, [1927] (Л.: госуд. тип. им. т. Зиновьева издат. «Ленингр. правда»). — 30 с., [2] с. — (Библиотека сатиры и юмора).
- Чеснок в чемодане: [Рассказы]. — М.—Л.: Госуд. изд-во, 1927 (М.: тип «Красный пролетарий»). — 93, [1] с., [1] с. — (Универсальная библиотека; № 433—434).
- Солнечный заяц: [Стихи]. — М.—Л.: Госуд. изд-во, 1928 (М.: тип. «Красный пролетарий»). — 59 с., [4] с. — (Универсальная библиотека; № 526).
- Сочинения. Кн. 1—6. — Харьков, 1928—1930.
- Америка в Париже. — М.—Л., 1928.
- Соловей и роза. — 1928.
- Место под солнцем. — Берлин: Петрополис, 1928.
- Печень Хаима Егудовича: [Рассказы]. — М.—Л.: Земля и фабрика, [MCMXXVIII] [1928] (М. : тип. Госиздата «Красный пролетарий»). — 32 с. — (Библиотека сатиры и юмора).
- Плоды и корни: [Рассказы]. — М.—Л.: Земля и фабрика, [1928]. — 264 с. — (Библиотека сатиры и юмора).
- Тосик, Мура и «ответственный коммунист». — М.: изд. Мириманова, 1928
- Крошки сороконожки. — Л., 1929.
- Так начинается день. — 1929.
- Стихи. Кн. 1. — Харьков: Пролетарий, 1929. — 208 с.
- Кресло, стул и табурет: [Рассказ в стихах для детей дошк. возраста] / Рис. Бориса Ермоленко. — [Киев]: Культура, [1930]. — [12] с.
- Похищение Европы: Рассказы. — М.: Огонёк, 1930 (типо-лит. «Огонёк»). — 62, [2] с. — (Библиотека «Огонёк», № 523).
- Вполголоса. — 1932.
- Стихи. — М.: Журн.-газ. об-ние, 1932. — 32 с.
- Стихи. — М.: Федерация, 1932. — 124 с.
- Избранные произведения. — М.: ГИХЛ, 1933.
- Избранные стихи. — М.: Советская литература, 1933.
- Избранные произведения. — М.: Гослитиздат, 1934.
- Избранные стихи / [Предисл.: А. Селивановский]. — М.: Гослитиздат, 1935 (17 ф-ка нацкниги треста «Полиграфкнига»). — 167 с. — (Библиотека современных поэтов).
- Переулок моего имени: Стихи. — М.: Гослитиздат, 1935. — 78 с. — 12 000 экз.
- Избранное. — М., 1936.
- Союз матерей: Комедия [в 3 д.]. — М.: Гослитиздат, 1938 (17 ф-ка нац. книги). — 104 с.
- Путевой дневник. — М.: Гослитиздат, 1939.
- Весна в Самарканде. — 1940.
- Сдается квартира. — М.—Л.: Детиздат, 1941. — 16 с.
- Путевой дневник. — М.: Правда, 1941.
- Душа Ленинграда: Стихи: Сентябрь 1941 г. — Июнь 1942 г. — Л.: Гослитиздат, 1942. — 33 с.
  - Душа Ленинграда: Стихи. — М.: Гослитиздат, 1943. — 20 с.
- О Ленинграде: Поэма и стихи / [Рисунки А. П. Остроумовой-Лебедевой. Титул и облож. В. Зенькович]. — Л.: Гослитиздат, 1943. — 80 с. — 15 000 экз.
- Пулковский меридиан: Поэма. — Л.: Гослитиздат, 1942. — 48 с. — 10 000 экз.
  - Пулковский меридиан: Поэма. — М.: Гослитиздат, 1943. — 32 с.
  - Пулковский меридиан: Поэма / [Ил. А. П. Остроумовой-Лебедевой]. — М.: Гослитиздат, 1944. — 40 с.
  - Пулковский меридиан: Поэма. — М.: Правда, 1946. — 30 с. — (Библиотека «Огонёк» № 31).
- Почти три года. Ленинградский дневник. — М., 1946, 1947.
- Домой, домой. — М.: Детгиз, 1946. — 16 с.
- Три недели в Иране. — 1946.
- Избранное. — М.: Гослитиздат, 1947. — 584 с.
- Избранное. — М.: Советский писатель, 1947. — 256 с.
- Стихи: Избранные для детей. — М., 1947.
- Избранная проза. — М., 1948.
- Рассказы о детях. — М.: Правда, 1948 (тип. им. Сталина). — 40 с. — (Библиотека «Огонек», № 34).
- Домой, домой. — Молотов, 1949.
- Избранное. — М.: Гослитиздат, 1950. — 604 с.
- Путь воды. Стихи. — М.: Сов. писатель, 1951. — 62, [2].
- Поэмы и стихи. — М.: Советский писатель, 1952. — 196 с.
- Избранная проза. — М., 1952.
- Избранные произведения. В 2 томах. — М.: Гослитиздат, 1954, 1955.
- Как я была маленькая. — М., 1954.
- Книга и сердце. — М.—Л: Детгиз, 1954.
- Приключения сосульки: [Стихи]: [Для младш. школьного возраста] / Рис. В. Конашевича. — М.: Детгиз, 1955. — 24 с.
- Как я была маленькая. — М., 1956.
- Как я была маленькая. — Минск, 1956.
- Стихи и поэмы. — М., 1957.
- Вдохновение и мастерство. — М., 1957.
- Избранные произведения. В 3 т. — М.: Гослитиздат, 1958.
- Апрель. Стихи о Ленине. — М., 1960.
- Вдохновение и мастерство. — М., 1961.
- Как я была маленькая. — М., 1961.
- Книга и сердце. — М.: Детгиз, 1961.
- Апрель. Стихи о Ленине. — М., 1963.
- За много лет. Статьи, воспоминания. — М., 1964.
- Собрание сочинений. В 4 т. — М.: Художественная литература, 1965—1966.
- Страницы дней перебирая. — М., 1967.
- Стихи. — М.: Художественная литература, 1967.
- Почти три года. — М., 1968
- Анкета времени. — М.: Детская литература, 1971. — 192 с. — 50 000 экз.
- Избранная проза. — М.: Художественная литература, 1971.

### Современные издания
- Цветы на асфальте. — Одесса: Друк, 2000. — 90 с.
- Смерть луны: Сборник рассказов 1924—1938 годов. — М.: Текст, 2011.
- Сеттер Джек: Сборник детских стихов. — М.: Текст, 2011.
- Как я была маленькой / Рис. А. Давыдовой. — СПб.—М., 2015. — 112 с.
- Соловей и роза: Рассказы 1924—1938 годов. — М.: Текст, 2018. — 237 с.
- Почти три года: Ленинградский дневник. — М.: Яуза, 2020. — 284, [3] с. — 1500 экз. — ISBN 978-5-00155-232-1.